# Люстрація

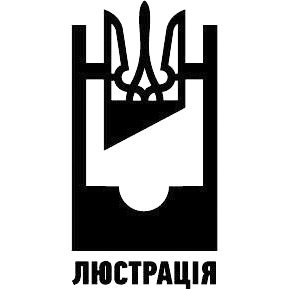
Лого Українського люстраційного комітету

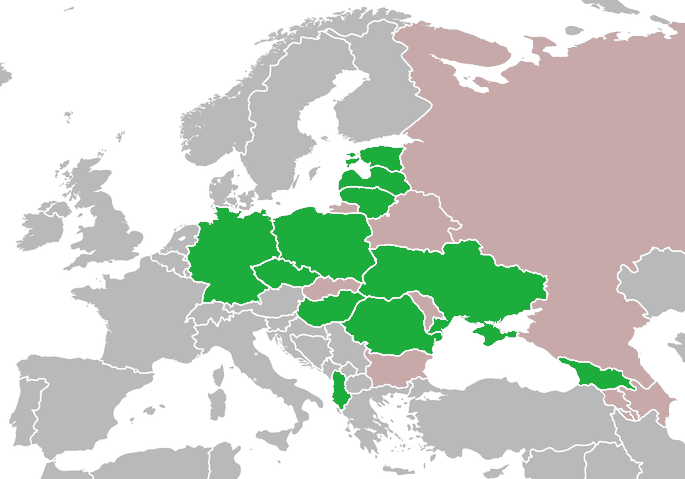
Країни, де проводилася чи проводиться люстрація влади (показані зеленим кольором). Джерела інформації. Блідо-рожевим показано країни, які були учасниками Варшавського Договору, але в яких люстрація не проводилася.

Люстрація (від лат. lustratio — очищення через жертвопринесення) — заборона діячам високого рангу, які скомпрометували себе, впродовж певного часу або пожиттєво працювати на державній службі. Термін зазвичай вживається щодо процесів у постсоціалістичних державах Східної Європи з кінця 80-х років XX століття, де люстрація застосовується до високопосадовців комуністичного режиму, колишніх агентів таємної поліції, іноді — до всіх членів комуністичних партій. Зокрема, люстрація була проведена в Чехії, Польщі, Німеччині, Угорщині, Румунії, Грузії, Литві, Латвії, Естонії та інших державах.

## Історія поняття
Термін «люстрація» (lustratio, piacula, piamenla, caerimoniae) в греко-римській міфології означав ритуали очищення від моральної скверни.
Відмінний за значенням термін «люстрації» виник у Європі та увійшов у практику суспільних відносин у другій половині XVI століття. Королівські люстрації (від латинського lustratio) означали податкову або фінансову ревізію, деталізуючись у описи державних маєтностей для податкових і військових потреб, що здійснювалися кожні п'ять років у Речі Посполитій за ухвалою Польського Сейму 1562 року [4, с. 229]. Люстрації містили відомості про якість земель, кількість населення, господарські витрати, чистий прибуток маєтностей та ін. Вони складалися не адміністрацією маєтку, а спеціальними чиновниками — люстраторами або люстраційними комісіями, які виконували ще й ревізорські функції. Після поділів Речі Посполитої наприкінці XVIII століття російський уряд зберіг проведення люстрацій на території колишніх польських володінь до 1876 року.
Наприкінці другої половини XX століття у Східній Європі термін «люстрація» набув нової якості. Його почали застосовувати у зворотному напрямі — щодо власне чиновників високого рангу, які скомпрометували себе, перебуваючи на публічній службі. Наслідком люстрації є тривала або довічна заборона займати посади в системі публічної служби відповідних держав.
Крім цього, люстрації підлягають усі члени комуністичних партій країн Східної Європи. Предметом люстрації є політична лояльність. Вона передбачає вірність законам, які діють, підзаконним нормативно-правовим актам інститутів влади (інколи, лише формальна), що особливо важливо під час переходу від авторитаризму й тоталітаризму до демократії для встановлення політичного плюралізму.
Механізми люстрації були запроваджені в Німеччині, Польщі, Чехії, Угорщині, Румунії, Литві, Латвії, Естонії, а також Грузії, що посприяло досягненню політичного консенсусу у відповідних країнах.

## Люстрація в різних країнах

### Україна

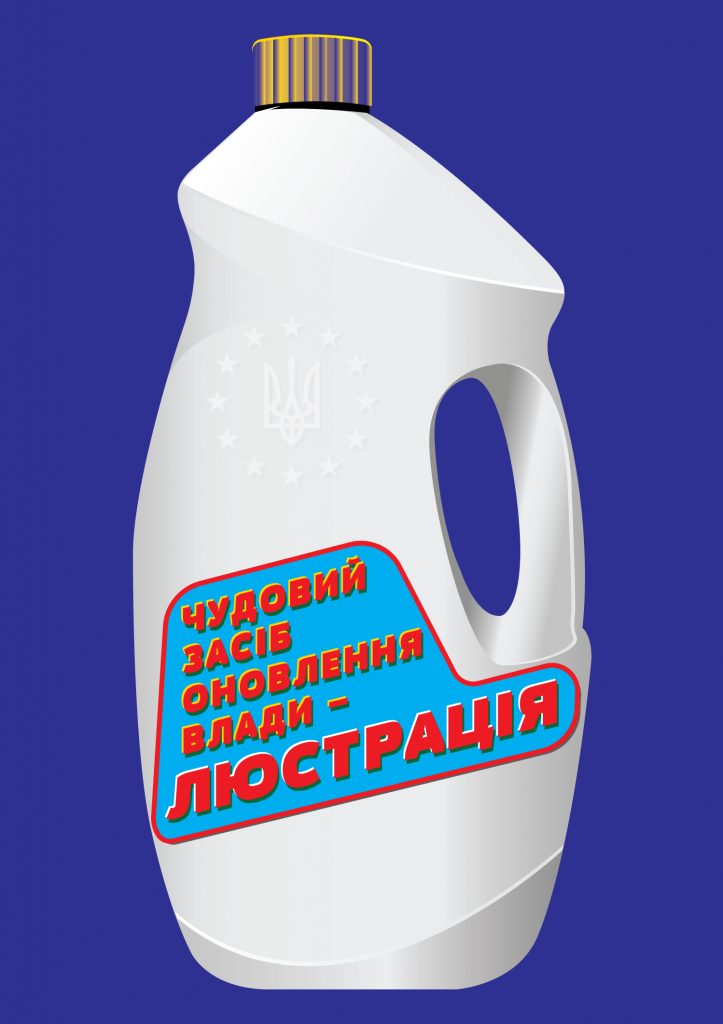
Плакат «Чудовий засіб оновлення влади — люстрація»

Заклики до проведення люстрації в Україні набули значного поширення після Помаранчевої революції 2004 року і приходу до влади Віктора Ющенка. Зокрема, український дисидент, народний депутат Левко Лук'яненко оголосив про внесення відповідного законопроєкту, який передбачав «обнародування, перевірку, облік і амністію осіб, причетних до протиправних дій недемократичного режиму».Так, люстрація визначається як «процес, спрямований на встановлення відповідності правді свідчень громадян України, які претендують на керівні посади в органах законодавчої, виконавчої, судової влади, в дошкільних закладах, школах, гімназіях, коледжах, вищих навчальних закладах, виборчих комісіях, засобах масової інформації, політичних партіях і громадських організаціях в Україні, про непричетність до фальсифікації виборів Президента України 2004 року, свідомої і таємної співпраці з оперативними працівниками колишнього КДБ СРСР, а з 1991 року із спецслужбами інших держав в ролі таємного інформатора чи помічника в оперативному отриманні інформації, поєднання амністії і мораторію щодо прийняття цих осіб у владні інституції на певний термін».
У 2014 році, після усунення від влади президента Віктора Януковича внаслідок масових громадських протестів, питання люстрації знову набуло актуальності. Це, зокрема, є однією з вимог учасників Євромайдану. 24 лютого у Верховній Раді зареєстровано проєкт постанови про проведення люстрації в Україні. Авторами документа виступили нардепи від ВО "Свобода" О. Тягнибок, Ю. Швайка, Ю. Сиротюк, А. Мохник, І. Мірошниченко, Є. Леонов, О. Мирний, О. Кайда, І. Фаріон, О. Сиротюк, Л. Мартинюк, О. Іллєнко та А. Вітів. Головним комітетом з розгляду документа визначено Комітет ВР з питань державного будівництва та місцевого самоврядування. Також документ має бути розглянутий в комітетах ВР з питань правової політики, з питань бюджету та з питань боротьби з організованою злочинністю і корупцією. 28 лютого Олег Тягнибок заявив, що законопроєкт поки що не розглядатиметься.
8 квітня 2014 року прийнято Закон України «Про відновлення довіри до судової влади в Україні» (фактично люстраційний за змістом).
Зовнішньополітичний курс України є євроінтеграційним. Законодавства про люстрацію Україна не має, проте, починаючи з 2004 року, на розгляд Верховної Ради України було подано три законопроєкти з питань люстрації: проєкт Закону України «Про люстрацію», реєстраційний номер 7028; проєкт Закону України «Щодо певних обмежень при обійманні посад в державних органах влади України», реєстраційний номер 7028-1; проєкт Закону України «Про люстрацію», реєстраційний номер 7028-2. Зазначені законопроєкти суттєвою відмінністю не відзначаються. Водночас, їх об'єднує вид — «державна люстрація». Внутрішньополітичні потрясіння в Україні 2004 та 2013—2014 років спонукають громадськість й інститути громадянського суспільства до актуалізації зазначеного питання.
Сучасні люстраційні законопроєкти в Україні:
12 березня 2014 року у парламент внесла законопроєкт № 4378-2 «Про відновлення довіри до судової влади в Україні» позафракційний депутат Анжеліка Лабунська. Їі законопроєкт правові та організаційні засади перевірки суддів судів загальної юрисдикції.
Законопроєкт № 4378-1 «Про відновлення довіри до судової системи України» внесли , 11 березня 2014 року, депутати від «Свободи» Олег Тягнибок, Олег Бондарчук, Олег Гелевей, Олег Осуховський. Законопроєкт визначає правові та організаційні засади проведення перевірки (люстрації) суддів, які своїми діями дискредитували авторитет судової влади.
09 квітня 2014, Верховна Рада України прийняла Закон про відновлення довіри до судової системи України (№ 4378-1)
16 вересня 2014 року Верховна Рада прийняла в другому читанні законопроєкт «Про очищення влади» (про люстрацію). За прийняття відповідного законопроєкту № 4359а в цілому із третього разу проголосував 231 депутат за мінімально необхідних 226.

### Чехія
Перший чехословацький, а згодом (від січня 1993 року) перший чеський президент Вацлав Гавел, а також уряд мали чітке уявлення, як втримати і оберігати демократичні здобутки. Тому їм вдалось відносно швидко, без великих внутрішніх хвилювань чи суспільних потрясінь ухвалити закон про люстрацію, який набрав сили в жовтні 1991 року. Відповідно до його положень працівникам колишньої комуністичної служби безпеки і високим компартійним функціонерам заборонялось займати керівні посади на державній службі, в армії, балотуватись до виборчих органів усіх рівнів, виконувати інші виборчі функції. Це ж саме стосувалось і агентів комуністичної служби безпеки. Дія Закону не поширювалась на громадян, що народилися після 1 грудня 1971
Наприклад, у Чехословаччині, відповідно до Закону 1991 року «Про декомунізацію», працівники колишньої комуністичної номенклатури, а також співробітники органів державної безпеки й колабораціоністи мали бути звільненими з роботи в органах публічного управління. Таким чином, посадовим особам, які брали участь у придушеннях реалізації громадянами конституційних прав і свобод, заборонялося займати посади в системі державної влади терміном на 5 років. Слід зазначити, що до списку осіб, які співпрацювали з комуністичним політичним режимом упродовж 1948—1989 років, входили близько 140 тисяч осіб.

### Болгарія
Відповідно до Закону Болгарії «Про декомунізацію науки і освіти», що був прийнятий у 1992 році, колишнім активістам Комуністичної партії, а також викладачам комуністичної ідеології заборонялося займати керівні посади в наукових установах і вищих навчальних закладах. Проте, заборона розголошення інформації про відповідних осіб перешкоджає місії люстрації.

### Росія
Одним з ідеологів проведення люстрації в пост-комуністичній Росії була Галина Старовойтова. В 1992 та 1997 роках подані нею проєкти законів про люстрації були відхилені. В листопаді 1998 року вона була вбита при нез'ясованих досі обставинах.

### Латвія та Литва
Відповідно до чинних законодавств Латвії та Литви (1993 року), кандидати на посади депутатів відповідних парламентів мають бути перевіреними (люстрованими) щодо зв'язків із зарубіжними розвідками, а колишнім співробітникам іноземних (радянських або інших) спецслужб забороняється брати участь у парламентських виборах.

### Угорщина
У 1994 році Конституційний суд Угорщини ухвалив рішення, відповідно до якого люстраційний список може бути відкритий суспільству, якщо виникає публічний інтерес стосовно висвітлення минулого осіб, які прагнуть зайняти посаду в органах публічного управління.

### Польща
Слід зазначити, що у Польщі люстраційне законодавство сформувалося упродовж 2006—2007 років і зобов'язує публічних службовців пройти через процедуру люстрації: від президента країни, урядовців, парламентарів, депутатів місцевого самоврядування, суддів, прокурорів і адвокатів до ректорів, а також проректорів вищих навчальних закладів.
Як зазначив директор Інституту національної пам'яті Володимир В'ятрович, в Польщі замінили більшість кадрів у спецслужбі, відділили Інститут національної пам'яті, наділивши його спеціальними прокурорськими функціями, відкрили архіви спецслужб для наукових досліджень. «Ці кроки, як показав час, були правильними, і ця модель, зрештою, як чеська чи литовська, сприяла очищенню від філософії радянської каральної системи. Тому польській підхід для реформ спецслужб є дійсно оптимальний».

## Види люстрації
Дослідники теми люстрації виділяють декілька основних видів люстрації: державну, економічну та політичну.
Державна люстрація є формою захисту державних інституцій від таємного впливу на осіб, які займають політичні та вищі адміністративні посади в органах державної влади з боку зацікавлених осіб, спеціальних органів, секретних організацій та іноземного впливу.
Економічна люстрація спрямована на захист народу й національної економіки від протиправного впливу на них олігархічного та тіньового капіталів.
Політична люстрація застосовується для захисту народу й держави від узурпації державної влади незаконними діями політичних партій, а також захисту членів партії від порушень внутрішньопартійної демократії.
Усі види люстрації мають відповідний механізм публічного здійснення, що зводиться до наступного: надання інформації про власну політичну, економічну та фінансову діяльність, програми та результати їх реалізації за відповідні періоди; упорядковане та безоплатне для користувачів розповсюдження відповідної інформації; офіційне щорічне проведення аудиторської перевірки фінансової діяльності відповідних осіб уповноваженими державними органами за рахунок осіб, які проходять люстрацію.
Люстраційне рішення щодо зайняття особою відповідної посади приймається на підставі аналізу наступної інформації: про наявне в неї та пов'язаних із нею осіб майно, а також відповідність його обсягів задекларованим доходам; про фактичне дотримання вимог із заборони суміщення державних (виборних) посад з іншою діяльністю; про фактичне оформлення управління власним бізнесом; про законність наявності у неї та близьких їй осіб майна, грошових коштів, в тому числі за кордоном, та відповідності їх рівню задекларованих доходів.
Наслідком подання відповідною особою неправдивої інформації чи вчасно незадекларованого майна є звільнення із займаної посади або недопущення до її зайняття. Незадеклароване майно може бути конфісковане в дохід держави.
Таким чином, механізми політичної та економічної люстрації тісно пов'язані та застосовуються із законами «Про державну (публічну, цивільну) служби», а також «Про боротьбу з корупцією».
Водночас, доцільно зазначити, що в Німеччині, Польщі, Чехії, Угорщині, Румунії, Литві, Латвії та Естонії на рівні окремих законів була запроваджена саме державна люстрація, що мала на меті добровільне повідомлення громадянами, які претендували на зайняття відповідних посад: про їх таємні відносини з відповідними секретними службами; причини перебування за кордоном; колишнє або дійсне членство в зареєстрованих, незареєстрованих, а також таємних політичних, а також інших організаціях; фактичне дотримання вимог щодо заборони суміщення державних (виборних) посад з іншою роботою; перевірку чиновників усіх гілок державної влади, які вже займають свої посади, а також претендентів на відповідні посади й претендентів на участь у виборчих процесах на предмет їх таємного співробітництва зі спеціальними службами.

## Люстрація іміжнародне право прав людини
Певні положення щодо люстрації закріплені у міжнародних актах. Так, резолюція 1096 Парламентської Асамблеї рекомендує державам-членам Ради Європи дотримуватися таких принципів щодо запровадження люстраційних заходів: кримінальні діяння, вчинені особами під час тоталітарних режимів, мають переслідуватися й каратися відповідно до кримінального права. Якщо ж кримінальним законодавством встановлюються терміни давності стосовно певних злочинів, то такі строки можуть бути подовжені, оскільки «це є суто процесуальним, а не матеріальним питанням»; у випадку діянь, які не містять ознак злочину, люстраційні заходи можуть бути сумісними з принципами демократичної та правової держави, якщо дотримано наступних критеріїв: а) дотримання принципу індивідуальної вини, яка має бути доведена в кожному окремому випадку; б) гарантування права на захист, презумпції невинуватості та права на оскарження до суду.
У випадку, якщо держава, що впроваджує люстрацію, є членом Ради Європи, визнає і гарантує застосування Конвенції про права людини та основні свободи, то рішення її органів стосовно люстраційних заходів можуть бути розглянуті Європейським судом з прав людини на відповідність Конвенції.
«В одній із балканських країн працювало 600 суддів. Після революційних подій звільнили всіх 600. Вони відновилися. За час їх відсутності набрали ще 600 суддів. І тепер там працює 1200».
Питання поновлення на посадах люстрованих чиновників характерне і для України — з огляду на недосконалість ухваленого законодавства.